# Leroy Jackson (Bassist)
Leroy Jackson (* um 1925; † 27. Dezember 1985 in Chicago) war ein US-amerikanischer Jazzmusiker (Kontrabass).

## Leben und Wirken
Jackson arbeitete ab den 1940er-Jahren in der Jazzszene von Chicago; erste Plattenaufnahmen entstanden 1948 mit Tom Archia and His All Stars (zu denen Gene Ammons und Willie Jones gehörten). In den folgenden Jahren spielte er in den Bands und Orchestern von Gene Ammons, Lester Young und Kenny Mann. 1950 trat er mit dem Charlie Parker Sextet im Pershing Ballroom auf. In der zweiten Hälfte der 1950er-Jahre war er auf Aufnahmen von Ira Sullivan und Sandy Mosse, Eddie Baker und Gene Esposito zu hören; in den 1970er-Jahren nahm er noch mit George Freeman auf (New Improved Funk, mit Von Freeman, John Merritt Young, Bob Guthrie). Im Bereich des Jazz war er zwischen 1948 und 1976 an 16 Aufnahmesessions beteiligt, auch als Begleiter von Lurlean Hunter („I Hadn’t Anyone ’till You“, 1950). In den frühen 1960er-Jahren war er weiterhin als Musiker aktiv, u. a. mit dem Schlagzeuger Chuck Minogue.